# Lathrop (Kalifornia)
Lathrop város az Amerikai Egyesült Államok Kalifornia államában, San Joaquin megyében. Lakosainak száma 28 701 fő (2020. április 1.).

## Népesség
A település népességének változása:

| 2010 | 18 023 |
| 2020 | 28 701 |